# Stazione di Borkheide
La stazione di Borkheide è una stazione ferroviaria tedesca, posta sulla linea Berlino-Blankenheim. Serve l'omonimo centro abitato.